# ㄲ
ㄲ是朝鲜语谚文中的一个辅音字母，由两个ㄱ复合而成。该字母在韩国被称为쌍기역，在朝鲜被称为된기윽。
作初聲（音節初）时，读作清软腭塞音的硬音ˀk。作終聲（音節末）时，读作无声除阻的k̚，与ㄱ的終聲发音相同。另外、母音連續的場合中，會變成初聲化清软腭塞音的硬音k'。
在馬-賴轉寫和文观部式中，作初声时均转写为kk，作终声时均转写为k。
训民正音初声体系中，归为牙音的全浊分类、“训民正音解例本”制字解中有并书全清与全浊。这里的全浊并不是指浊音，据推测应该是当时的硬音。不过，训民正音以后，直至近代ㄲ多被用来表记硬音、或是汉字音的浊音。
而正式采用来表记硬音，则是自1933年的朝鲜语正字法统一案开始。쌍기역的名称也是从那时开始使用。

## 字符编码
| 種類                | 種類         | 用途 | Unicode | HTML     |
| ------------------- | ------------ | ---- | ------- | -------- |
| 諺文相容字母        | 諺文相容字母 | ㄲ   | U+3132  | &#12594; |
| 諺文字母 應用       | 初聲         |      | U+1101  | &#4353;  |
| 諺文字母 應用       | 終聲         |      | U+11A9  | &#4521;  |
| 漢陽私人 使用區應用 | 初聲         |      | U+F786  | &#63366; |
| 漢陽私人 使用區應用 | 終聲         |      | U+F86C  | &#63596; |
| 半形字母            | 半形字母     | ﾢ    | U+FFA2  | &#65442; |